# Dodrubchen Jigme Tenpe Nyima
| Tibetische Bezeichnung                                           |
| ---------------------------------------------------------------- |
| Tibetische Schrift: རྡོ་གྲུབ་ཆེན་འཇིགས་མེད་བསྟན་པའི་ཉི་མ་                  |
| Wylie-Transliteration: rdo grub chen 'jigs med bstan pa'i nyi ma |

 Dodrubchen Jigme Tenpe Nyima (tib.  rdo grub chen 'jigs med bstan pa'i nyi ma ; * 1865; † 1926) war ein tibetischer Dzogchen-Meister und Gelehrter der Nyingma-Schule des tibetischen Buddhismus. Er war der 3. Dodrubchen Rinpoche. 
Von Jamyang Khyentse Wangpo (Phowa-Linie) erhielt er die Übertragung des Longchen Nyingthig ( 'klong chen snying thig).
Sein Kommentar Schlüssel zum kostbaren Schatz (mdzod kyi lde mig) zum Guhyagarbha-Tantra (Tantra „Essenz der Geheimnisse“) ist Bestandteil des Nyingma-Shedra-Curriculums.

## Werke
(Eine Übersicht zu seinen Gesammelten Werken findet sich bei rigpawiki.org.)
- dPal gsang ba'i snying po'i rgyud kyi spyi don nyung ngu'i ngag gis raam par‘byed pa rin chen mdzod kyi lde mig; chin. 吉祥秘密藏续总义简注•宝藏钥匙 (Schlüssel zum kostbaren Schatz – Kommentar zum Guhyagarbha-Tantra (Tantra „Essenz der Geheimnisse“))

### Übersetzungen
- Dodrupchen Jigme Tenpa'i Nyima, Key to the Precious Treasury: A Concise Commentary on the General Meaning of the "Glorious Secret Essence Tantra", translated by Lama Chönam and Sangye Khandro of the Light of Berotsana Translation Group, Snow Lion, 2010